# Seznam členů desátého Knesetu
Tento článek je seznam členů 10. Knesetu, který byl zvolen 30. června 1981. Jeho funkční období trvalo až do zvolení následujícího (jedenáctého) Knesetu v roce 1984.
120 členů desátého Knesetu bylo rozděleno podle stranické příslušnosti následovně:
- 48 mandátů Likud
- 47 mandátů Ma'arach
- 6 mandátů Mafdal
- 4 mandáty Agudat Jisra'el
- 4 mandáty Chadaš
- 3 mandáty Techija
- 3 mandáty Tami
- 2 mandáty Telem
- 2 mandáty Šinuj
- 1 mandát Rac

## Seznam poslanců
- poslanecký klub Likudu

Arens (pak Kleiner) • Aridor • Begin • Ben Elisar • Berman • Cipori • Dekel • Doron • Erlich (pak Hirschson) • Glazer-Ta'asa • Goldstein • Gruper • Kacav • Kaufman • Kohen-Avidov • Kohen-Orgad • Kohen • Korfu • Kulas • Levy • Lin (odešel do Ma'arach) • Livni • Magen • Meridor • Milo • Moda'i • Nasruddín • Nisim • Nof • Olmert • Pat • Perach • Perec (odešel do Ma'arach) • Reisser • Rener • Rom • Savidor • Seiger • Šalita • Šamir • Šarir • Šaron • Šifman (pak Weinstein) • Šilansky • Šítrit  • Šostak  • Tichon  • Zeigerman
- poslanecký klub Ma'arach

Amir • Amora'i • Arad • Arbeli-Almozlino • Bar Lev • Bar Zohar • Baram • Ben Me'ir • Blumenthal • Caban • Cur • Eban • Edri • Ešel • Feder • Gil • Granot • Gur • Hakohen • Harel • Herzog (pak Raz) • Hilel • Chalájla • Charif (pak Solodar) • Chariš • Chaša'i • Ja'akobi • Kac-Oz • Mešel • Nachmi'as • Na'im • Namir • Nechemkin • Peres  • Rabin • Ron • Rosolio (pak Ramon) • Sarid • Sebag • Šachal • Šem-Tov • Speiser • Suissa • Vatad • Weiss • Zaka'i • Zakin
- poslanecký klub Mafdal

Avtabi • Ben Me'ir (odešel do Gešer-Merkaz Cijoni Dati, pak zpět) • Burg • Drukman (odešel mezi nezařazené) • Hammer (odešel do Gešer-Merkaz Cijoni Dati, pak zpět) • Melamed
- poslanecký klub Agudat Jisra'el

Halpert • Lorinc • Poruš • Šapira
- poslanecký klub Chadaš

Biton • Túbí • Vilner • Zi'ad
- poslanecký klub Techija

Kohen • Ne'eman • Porat (pak Šiloach)
- poslanecký klub Tami

Abuchacira • Rubin • Uzan
- poslanecký klub Telem

Dajan (pak Hurvic, odešel do Rafi-Rešima Mamlachtit) • Ben Porat (odešel do Tnu'a le-Hitchadšut Cijonut Chevratit)
- poslanecký klub Šinuj

Rubinstein • Viršubski
- poslanecký klub Rac

Aloni (sloučeno s Ma'arach, pak opětovné osamostatnění)
- poznámka:

abecední řazení, nikoliv podle pozice na kandidátní listině